# قصهٔ شمع
قصه شمع یکی از آلبوم های علیرضا افتخاری، خواننده موسیقی سنتی و تلفیقی ایران است که در سال ۱۳۸۲، توسط انتشارات سروش منتشر شده است. این آلبوم به آثاری اختصاص دارد که علیرضا افتخاری پیش از انتشار این آلبوم آن ها را به سفارش صدا و سیما و با آهنگسازی آهنگسازان مختلفی هم چون همایون شجریان، حسین یوسف‌زمانی، مجید اخشابی، مهیار فیروزبخت، و علی جعفریان تولید کرده است و دارای ۸ قطعه است. 

## قطعات
| ردیف | نام ترانه     | ترانه‌سرا         | آهنگ‌ساز                   |
| ---- | ------------- | ---------------- | ------------------------- |
| ۱    | رد خون        | علی معلم دامغانی | جمشید برازنده             |
| ۲    | صبح خندان     | بیژن ترقی        | مهیار فیروزبخت            |
| ۳    | پریزاد (مادر) | علی معلم دامغانی | حسین یوسف‌زمانی            |
| ۴    | پارسی پارسا   | علی معلم دامغانی | امیرعلی بکان              |
| ۵    | یار دلنواز    | حافظ             | مجید اخشابی               |
| ۶    | امیرکبیر      | مولوی            | کامبیز روشن‌روان           |
| ۷    | دستان         | حافظ             | همایون شجریان             |
| ۸    | قصه شمع       | بیژن ترقی        | علی جعفریان و شهرام توکلی |